# Wallsdorf
 Wallsdorf ist ein Gemeindeteil der Gemeinde Kirchensittenbach im Landkreis Nürnberger Land (Mittelfranken, Bayern). Die Gemarkung Wallsdorf hat eine Fläche von 4,584 km². Sie ist in 530 Flurstücke aufgeteilt, die eine durchschnittliche Flurstücksfläche von 8648,86 m² haben. In ihr liegen neben dem namensgebenden Ort die Gemeindeteile Hillhof und Menschhof.

## Geographie
Das Dorf liegt 6,6 Kilometer vom Hauptort der Gemeinde entfernt an der Kreisstraße LAU 11 in unmittelbarer Nähe zu Hillhof (liegt südlich), Kreppling (liegt südöstlich) und Menschhof (liegt nordwestlich) und hat etwa 20 meist landwirtschaftliche Anwesen.

## Geschichte
Orte mit der Vorsilbe „Wall“ können ebenso auf einen männlichen Vornamen mit dem Namenglied „Wal“ (Walfried) als auch auf „Wal“ (= Welsch) zurückgehen.
Mit dem Gemeindeedikt (frühes 19. Jahrhundert) wurde Walsdorf dem Steuerdistrikt Hohenstein zugeordnet. Zugleich entstand die Ruralgemeinde Walsdorf, zu der Hillhof und Menschhof gehörten. In Verwaltung und Gerichtsbarkeit unterstand diese dem Landgericht Hersbruck. Im Zuge der Gebietsreform in Bayern wurde die Gemeinde am 1. Januar 1972 nach Kirchensittenbach eingegliedert.